# Сергий (Серафимов)
Епископ Сергий (в миру Александр Алексеевич Серафимов; 13 октября 1836, село Пельня, Юрьевецкого уезда Костромской губернии — 13 апреля 1902, Астрахань) — епископ Русской православной церкви, епископ Астраханский и Енотаевский. Духовный писатель.

## Биография
Родился в 1836 году в семье пономаря Костромской епархии.
Окончив духовное училище, учился в Костромской духовной семинарии, по окончании курса в которой в 1858 году, поступил в Московскую духовную академию, где окончил курс в 1862 году по первому разряду и 28 сентября того же года возведен в степень магистра богословия.
30 октября 1862 году был определен преподавателем в Костромскую духовную семинарию.
26 августа 1878 году, будучи уже вдовцом, посвящён во священника к Луховскому Успенскому собору, с оставлением в должности преподавателя семинарии.
7 октября 1882 году принял монашество с именем Сергий; 24 октября того же года возведён в сан архимандрита.
5 декабря 1882 года хиротонисан во епископа Выборгского, викария Петербургской епархии. Здесь он состоял председателем Совета Санкт-Петербургского братства Пресвятой Богородицы и Совета церковно-приходских школ.
С 24 апреля 1887 года — епископ Ладожский, викарий той же епархии.
С 5 декабря 1887 года — епископ Вятский и Слободский.
С 21 мая по 21 августа 1893 года был вызываем для присутствования в Святейшем Синоде.
Добился открытия в городе Глазове второго викариатства. При нем же было открыто отделение Императорского палестинского общества с целью распространения сведений о Святой Земле. Владыка помог духовенству осуществить и давно задуманный проект по созданию взаимовспомогательной кассы.
С 10 августа 1896 года — епископ Астраханский и Енотаевский.
С самого вступления своего на Астраханскую кафедру особенное внимание обращал на порядок церковных богослужений, на пение и чтение при богослужениях, на благолепие храмов и на правильную живопись икон в храмах. По этому поводу он давал указания благочинным, беседовал с священнослужителями при обозрении епархии и при всяком удобном случае, а однажды для беседы о сем собрал всех священно- и церковнослужителей Астрахани в зал епархиальной библиотеки. По этому же поводу он нередко печатал в Астраханских епархиальных ведомостях свои распоряжения и целые статьи, из которых особенно примечательна его статья, под названием: «Руководственные наставления и указания пастырям церкви об иконописи, церковной живописи, о церковном чтении и пении». Для большей торжественности и благолепия богослужений в высокоторжественные (царские) дни, по предложению Владыки, Совет Кирилло-Мефодиевскаго Братства заготовил и разослал по всем церквам иконы святых, память которых совершается в эти дни, чтобы пред этими иконами совершались «величания» на всеночных бдениях. Астраханское общество, в благодарность за его труды и заботы по устроению церковного благочиния, поднесло ему 8 июля 1901 года панагию и адрес.
Заботясь о просвещении Астраханской паствы, увеличил в 1897 году состав членов причта при 48 церквах. С этою же целью, чтобы доставить прихожанам более удобную возможность приобретать книги и брошюры религиозно-нравственнаго содержания, по его предложению, Кирилло-Мефодиевское Братство открыло торговлю такими книгами и брошюрами в свечных лавочках, находящихся в разных частях города. 
Скончался 13 апреля 1902 года в Астрахани. Погребен в нижнем Успенском соборе.

## Сочинения
Вместе с многочисленными административными занятиями постоянно занимался учёными и литературными трудами. Многочисленные слова и речи, печатавшиеся на страницах епархиальных органов, отличались особенной простотой и назидательностью и касались самых разнообразных вопросов богословия и истории.
- «Спиритизм и спиритуализм». Харьков, 1865.
- «Правило и практика церкви относительно присоединения к православию неправославных христиан». Кострома, 1881; Кострома, 1882; Вятка, 1884; Астрахань, 1904.
- «Из переписки блаженного Августина с Иеронимом о словах Апостола Павла». Гал. II, 11-14. «Чтен. в общ. люб. дух. Просв.» 1875.
- «О разночтениях 95 пр. VI-го Вселенского Собора» Астрахань, 1904.
- «Сборник сочинений в 2-х частях» Астрахань, 1901. Отзыв прот. А. Смирнова о нем. См. "Приб. к «ЦВ» 1901, № 24, с. 836—865.